# Легг, Уильям, 7-й граф Дартмут
Подполковник Уильям Легг, 7-й граф Дартмут (англ. William Legge, 7th Earl of Dartmouth; 22 февраля 1881 — 28 февраля 1958) — британский пэр и консервативный политик. Он носил титул учтивости — виконт Льюишем с 1891 по 1936 год.

## Происхождение и образование
Родился 22 февраля 1881 года. Старший сын Уильяма Легга, 6-го графа Дартмута (1851—1936), и леди Мэри Кук (1849—1929). Он получил образование в Итонском колледже и в колледже Крайст-Черч в Оксфорде.
В июне 1902 года он был назначен вторым лейтенантом Стаффордширского йоменского полка (Королевского королевского полка).

## Политическая и военная карьера
В 1907 году виконт Льюишем стал членом Совета лондонского графства, он заседал в Палате общин Великобритании от Уэст-Бромиджа (1910—1918).
В апреле 1910 года Уильям Легг, будучи лейтенантом Стаффордширского йоменского полка, был назначен почетным полковником 2-го батальона полка герцога Велингтона. В апреле 1912 года он был произведен в капитаны Стаффордширского йоменского полка. В составе Стаффордширского йоменского полка он участвовал в Синайской и Палестинской кампании в Первой мировой войне, за что был награжден Территориальной наградой и произведен в офицеры Ордена Нила 4-го класса. В декабре 1917 года Уильям Легг был назначен исполняющим обязанности подполковника и командиром йоменского полка. В ноябре 1922 года он подал в отставку в чине почетного полковника .
Заместитель лейтенанта графства Стаффордшир (с 1920 года), верховный бальи Вестминстера (1930—1940), кавалер Большого креста Королевского Викторианского ордена с 1 января 1934 года, мировой судья графства Стаффордшир.
11 марта 1936 года после смерти отца Уильям Легг унаследовал титулы 7-го графа Дартмута, 7-го виконта Льюишема (графство Кент) и 8-го барона Дартмута из Дартмута (графство Девон), став членом Палаты лордов Великобритании.

## Семья
7 декабря 1905 года виконт Льюишем, как его тогда называли, женился на леди Руперте Винн-Кэрингтон (19 июля 1883 — 26 июня 1963), третьей дочери Чарльза Винн-Кэрингтона, 1-го маркиза Линкольншира, и достопочтенной Сесилия Маргарет Харборд. У супругов было шестеро детей:
- Леди Мэри Сесилия Легг (27 октября 1906 — 31 марта 2003), в 1929 году она вышла замуж за коммандера Ноэля Чарльза Мансфельда Финдли, от брака с которым у неё было трое сыновей.
- Леди Элизабет Легг (5 марта 1908 — 30 ноября 2000), в 1931 году она вышла замуж за Рональда Ламберта Бассета (1898—1972), от брака с которым у неё было два сына.
- Леди Диана Легг (14 ноября 1910 — 25 февраля 1970), 1-й муж с 1937 года майор достопочтенный Джон Гамильтон-Рассел (191—1943); 2-й муж с 1946 года бригадир Адриан Льюис Мэтьюз (? — 1976). Один сын от первого брака.
- Уильям Легг, виконт Льюишам (23 января 1913 — 25 октября 1942), погиб во Второй битве при Эль-Аламейне.
- Леди Барбара Легг (24 июня 1916 — 4 октября 2013), в 1945 году она вышла замуж за Адама Витольда Квятковски (? — 2004), от брака с которым у неё было четверо сыновей.
- Леди Жоселин Габриэль Легг (22 мая 1918 — 19 июня 1995), в 1946 году она вышла замуж за достопочтенного Дермота Чичестера (1916—2007), который позже получил титулы барона Темплмора и маркиза Донегалла.

После смерти своего тестя в 1928 году лорд Дартмут исполнял обязанности заместителя лорда великого камергера до смерти Георга V в 1936 году. Лорд Дартмут скончался в феврале 1958 года в возрасте 77 лет. Так как у него не осталось потомков мужского пола, ему наследовал его младший брат Хамфри Легг.